# گروپو آی‌سی‌ای
گروپو آی‌سی‌ای (انگلیسی: Grupo ICA) شرکت ساخت‌وساز مکزیکی است، که در سال ۱۹۴۷ تأسیس شد.